# Lemberg (Canada)
Lemberg is een plaats (town) in de Canadese provincie Saskatchewan en telt 306 inwoners (2001).